# Mutasarrifato de Karak
El mutasarrifato de Karak (en turco: Kerek Mutasarrıflığı), también conocido como el Sanjacado de Karak, era una división política-administrativa otomana con estatus administrativo especial establecido en 1895, ubicado en la actual Jordania. La ciudad de Al Karak era la capital del mutasarrifato. Tenía una población de 72 562 habitantes en el año 1914.

## Historia
Históricamente la región fue habitada por beduinos y nómadas hasta su conquista por los otomanos en 1516.
En el mes de mayo de 1892, se hizo una propuesta para un gobierno en la región centralizado en la ciudad Ma'an (anteriormente conocido como Sanjacado de Ma'an, fundado en 1579 como parte del eyalato de Damasco) que fue aprobado en agosto del mismo año. A mediados de 1895, el centro de este mutasarrif se trasladó a Al Karak, marcando la extensión más meridional del dominio otomano en el valiato de Siria.
Sus fronteras se extendían entre el sanjacado de Haurán en el norte, el mutasarrifato de Jerusalén en el noroeste, el Sinaí en el oeste, y el desierto de Sham y el valiato de Hiyaz en el sur. En 1914, el sanjacado incluía el centro de Karak y las afueras de los poblados As-Salt, Tafila y Ma'an, e incluía la parte más meridional del desierto del Néguev.
Este mutasarrifato quedó en manos de los aliados tras la derrota del Imperio otomano en la Primera Guerra Mundial, donde sirvió como una base de soldados para su descanso y para buscar recursos. Después fue conformado en el Mandato británico de Palestina, luego en el Emirato de Transjordania y, posteriormente, en el reino de Jordania, donde se creó la gobernación de Karak.

## Subdivisiones
El mutasarrifato de Karak estaba formado por cuatro distritos o kazas, en su denominación otomana:
- Kaza de Karak (Kerek)
- Kaza de Al-Salt
- Kaza de Ma'an
- Kaza de Tafila